# When I Grow Up (Pussycat Dolls)
When I Grow Up (in italiano: quando crescerò) è il primo singolo, pubblicato il 27 maggio 2008, delle Pussycat Dolls estratto dal loro secondo album, "Doll Domination" dello stesso anno.
Le ragazze hanno presentato la canzone per la prima volta a Jimmy Kimmel Live! il 20 maggio 2008 per poi ri-eseguirla il 1º giugno agli "MTV Movie Awards 2008".
La canzone è stata diffusa su Internet il 16 maggio 2008. In Italia, è disponibile sull'iTunes Store italiano. Inoltre, il video è entrato a far parte degli MTV Europe Music Awards del 2008, come anche quello di "I Hate this Part".

## Il brano
Nel 2007 Scherzinger stava progettando di lanciare il suo album di debutto dal titolo Her Name is Nicole. Esso è stato preceduto dall'uscita di quattro singoli: Whatever U Like (con T.I.), Baby Love (con will.i.am), Puakenikeni (con Brick & Lace) e Supervillain, ma tutti non riuscirono a fruttare un buon successo negli Stati Uniti. La cantante ha detto alla rivista X: "È stata una mia scelta non pubblicare l'album. Infatti molti miei brani da solista sono confluiti nel secondo album delle Pussycat Dolls, Doll Domination, perciò sono contenta che la gente abbia la possibilità di ascoltare Happily Never After e When I Grow Up."
Il lancio del singolo è stato preceduto dall'uscita di scena di Carmit Bachar, la componente più longeva del complesso, che aveva sostenuto sin dal 1995, quando la troupe era ancora confinata a uno spettacolo burlesque. Ha lasciato il gruppo per seguire altri interessi artistici.
Il brano contiene un campionamento del riff di He's Always There, canzone del 1966 del gruppo rock britannico The Yardbirds.

## Il video
Il video, diretto da Joseph Kahn, è stato girato appena sono finiti gli MTV Movie Awards ed è stato girato il 4 giugno 2008 nella Wilcox Avenue di Hollywood. Su internet, l'11 giugno 2008 è stata disponibile un'anteprima del video. Britney Spears doveva apparire nel video, ma in accordo con MTV, il cameo è stato tagliato. La versione del video è differente da quella del singolo, perché una parte è cantata da tutte le Dolls, e nella metà è presente una parte danzata.
La première del video è avvenuta il 13 giugno 2008 ed è stato visto più di 40.500.000 di volte su YouTube.
Il video inizia con l'avanzamento della scritta del titolo, "When I Grow Up", come presentazione bordato con glitter e paillettes luccicanti su un cuore argentato. Questo avanza e si ingrandisce, fino a scomparire nello schermo e aprendosi sulle Dolls, viste di scorcio, su una macchina, mentre Melody, con una coda che le trattiene i capelli e un giubbotto di jeans blu, volteggia la testa annoiata. La Scherzinger sovrasta la scena, essendo seduta sopra il sedile, con un accattivante corpetto color rosa e degli occhiali molto scuri, la testa un po' piegata. Alla fine pronunzia i primi versi alienanti e provocatori, sporgendosi fin sopra il parabrezza. Poi anche le altre Dolls cantano in mezzo al traffico (questa è la seconda scena dal basso verso l'orizzonte che riprende tutte le macchine) e lasciano la vettura. Un uomo guarda Nicole con risentimento della fidanzata, ma la Doll s'allontana e iniziano tutte a ballare su alcuni tetti delle macchine esaltando il ritornello.
Le cantanti iniziano in seguito a camminare lungo una strada, si fermano prima su una panchina, dove Nicole prima si siede e poi si alza (vista dal basso) con impettimento del busto; e poi si soffermano a ballare su dei ponteggi per il secondo ritornello.
Durante la parte interamente da solista di Nicole, la camera si dissipa nel nitido con la cantante in una stanza seduta per terra, con il logo delle Pussycat Dolls di fianco e poi si appoggia ad uno specchio dove è illuminata da luci soffuse, mentre pronunzia suoni e rumori. Queste scene vengono alternante a stacchi di buio della camera che fanno vedere le altre componenti da sole in atteggiamenti ammiccanti, con il logo della band; e finita la scena in rumor di frammenti di specchio rotto da un pugno di Nicole, si vede l'intero gruppo che balla in una stanza sempre con il logo, e dà pugni su uno schermo inframmezzandolo per la seconda volta in mille schegge, da cui le cantanti fanno un ballo lento e ritmico per celebrare le loro sensuali forme. Dopo si vede due del gruppo da sole completamente oscurate in atteggiamenti ammiccanti, mentre dietro c'è la scritta della band. La scena si sposta con le Dolls che ballano freneticamente e con fervore, in modo veloce e a scatti, riprese più volte dai cameraman (che si vedono nel video). Dopo guardano la telcamera e alzano le braccia, mentre appare la scritta del titolo omonimo: "When I Grow Up" in ultimo tocco di suono.

## Tracce
- US Promo CD

1. "When I Grow Up" (Main) - 4:00
2. "When I Grow Up" (Instrumental) - 3:58

- Australian CD Single[7]

1. "When I Grow Up" (Main) - 4:00
2. "When I Grow Up" (Dave Audé Audacious Radio)

- Promo CD

1. "When I Grow Up" (Radio edit) - 4:00
2. "When I Grow Up" (Ralphi Rosario radio) - 3:53
3. "When I Grow Up" (Ralphi Rosario full vox) - 9:25

## Cover
- Una reinterpretazione del brano è stata eseguita dal gruppo musicale emo Mayday Parade ed è presente nella compilation Punk Goes Pop 2.

## Date di distribuzione
|                        | Data              | Formati           |
| ---------------------- | ----------------- | ----------------- |
| Australia (bandiera)   | 10 giugno 2008    | Download digitale |
| Australia (bandiera)   | 12 luglio 2008    | CD                |
| Regno Unito (bandiera) | 8 settembre 2008  | CD                |
| Brasile (bandiera)     | 9 luglio 2008     | Airplay           |
| India (bandiera)       | 29 giugno 2008    | Airplay           |
|                        | 10 luglio 2008    | CD                |
| Stati Uniti (bandiera) | 27 maggio 2008    | Download digitale |
| Stati Uniti (bandiera) | 15 luglio 2008    | CD                |
| Francia (bandiera)     | 22 settembre 2008 | CD                |
| Giappone (bandiera)    | 23 dicembre 2008  | CD                |

## Classifiche
| Classifica (2008)                  | Posizione massima |
| ---------------------------------- | ----------------- |
| Australia                          | 2                 |
| Austria                            | 9                 |
| Belgio                             | 10                |
| Canada                             | 3                 |
| Germania                           | 9                 |
| Giappone                           | 66                |
| Irlanda                            | 2                 |
| Norvegia                           | 17                |
| Nuova Zelanda                      | 5                 |
| Paesi Bassi                        | 21                |
| Regno Unito                        | 3                 |
| Svezia                             | 18                |
| Svizzera                           | 24                |
| Turchia                            | 2                 |
| U.S. Billboard Hot 100             | 9                 |
| U.S. Billboard Pop 100             | 5                 |
| U.S. Billboard Hot Dance Club Play | 1                 |